# 林家彦三
林家 彦三（はやしや ひこざ、1990年7月7日 - ）は、落語協会所属の落語家・作家である。林家正雀門下の二ツ目で、本名は齋藤 圭介である。出囃子は『晴れて雲間』である。

## 経歴
福島県小野町出身。福島県立郡山東高等学校、早稲田大学文学部ドイツ文学科卒業。2015年9月1日、林家正雀に入門。2016年9月21日、前座となる。前座名は「彦星」。2020年5月21日に三遊亭ぐんま、柳家小はだと共に二ツ目昇進。「彦三」と改名。
齋藤圭介名義で、詩誌『天窓』を主宰。

## 芸歴
- 2015年9月 - 林家正雀に入門。
- 2016年9月 - 前座となる、前座名「彦星」。
- 2020年5月 - 二ツ目昇進、「彦三」と改名。

## 活動
落語協会二ツ目の勉強会「チャノマ」メンバー。
三遊亭ぐんま、三遊亭花金、昔昔亭昇と共に勉強会を開催している。
落語会や文芸イベントへの出演・共催を行う。近年の著述として随想集『汀日記 若手はなしかの思索ノート』を刊行している。

### ドラマ出演
- 好きなオトコと別れたい 第10話 (2024年6月6日、テレビ東京) - 劇中で寄席に出演。[4]

## 著書
- 「猫橋 (I)」 齋藤圭介、林家 彦三（ぶなのもり） 2021/05  ISBN 978-4907873073 [5]
- 「言葉の砌 齋藤圭介撰集」齋藤圭介（虹色社） 2021
- 「処女詩集 海」 齋藤圭介、しろうべえ（虹色社） 2021/11/11  ISBN 978-4909045348 [6]
- 「汀日記 若手はなしかの思索ノート」 林家彦三 （書肆侃侃房） 2022/05  ISBN 978-4863855182 [7]
- 「猫橋 (II)」 齋藤圭介、林家 彦三（ぶなのもり） 2022/06  ISBN 978-4907873110 [8]
- 「詩誌　天窓01」齋藤圭介 主宰/編集　(虹色社)　2023/05  ISBN 978-4-909045-60-7 [9]
- 「詩誌　天窓02」齋藤圭介 主宰/編集　(虹色社)　2023/11  ISBN 978-4-909045-64-5 [10]
- 「詩誌　天窓03」齋藤圭介 主宰/編集　(虹色社)　2024/05  ISBN 978-4-909045-65-2 [11]
- 「猫橋 (III)」齋藤圭介・林家彦三（ぶなのもり）2024/10 ISBN 978-4-907873-13-4 [12]